# Stenopirates
Stenopirates is een geslacht van wantsen uit de familie van de Enicocephalidae. Het geslacht werd voor het eerst wetenschappelijk beschreven door Walker in 1873.

## Soorten
Het genus bevat de volgende soorten:

- Stenopirates chipon (Esaki, 1935)
- Stenopirates collaris Walker, 1873
- Stenopirates japonicus (Esaki, 1935)
- Stenopirates jeanneli Štys, 1970
- Stenopirates montanus Štys, 1970
- Stenopirates niger Štys, 1970
- Stenopirates yami (Esaki, 1935)